# Jo Sang-hyeon
Jo Sang-hyeon (조상현?; Daejeon, 8 luglio 1976) è un allenatore di pallacanestro ed ex cestista sudcoreano.

## Carriera
Con la Corea del Sud ha disputato i Campionati del mondo del 1998.